# Callisphecia oberthueri
Callisphecia oberthueri is een vlinder uit de familie wespvlinders (Sesiidae), onderfamilie Sesiinae.
Callisphecia oberthueri is voor het eerst wetenschappelijk beschreven door Le Cerf in 1916. De soort komt voor in het Afrotropisch gebied.